# Haa Dhaalu-atol
Het Haa Dhaalu-atol (Thiladhunmathi Dekunuburi, of Thiladhummathi Zuid) is een bestuurlijke divisie van de Maldiven. Het omvat het zuidelijke deel van het Thiladhunmathi Atol en het eiland Makunudhoo (Maamakunudhoo)
De hoofdstad van het Haa Dhaalu-atol is Kulhudhuffushi.

## Geografische indeling

### Atollen
Het Haa Dhaalu-atol bestaat uit het zuidelijke deel van het Thiladhunmathi-atol en het atol Makunudhoo.

### Eilanden
Het Haa Dhaalu-atol omvat het 35 eilanden, waarvan er 16 bewoond zijn.

#### Bewoonde eilanden
De volgende bewoonde eilanden maken deel uit van het atol:
1. Faridhoo
2. Finey
3. Hanimaadhoo
4. Hirimaradhoo
5. Kulhudhuffushi
6. Kumundhoo
7. Kunburudhoo
8. Kurinbi
9. Maavaidhoo
10. Makunudhoo
11. Naivaadhoo
12. Nellaidhoo
13. Neykurendhoo
14. Nolhivaran
15. Nolhivaranfaru
16. Vaikaradhoo

#### Onbewoonde eilanden
De volgende onbewoonde eilanden maken deel uit van het atol:
1. Bodunaagoashi
2. Dafaru Fasgandu
3. Dhorukanduhuraa
4. Fenboahuraa
5. Hirinaidhoo
6. Hondaafushi
7. Hondaidhoo
8. Innafushi
9. Kamana
10. Kattalafushi
11. Kaylakunu
12. Kudamuraidhoo
13. Kudanaagoashi
14. Muiri
15. Rasfushi
16. Ruffushi
17. Vaikaramuraidhoo
18. Veligandu

Haa Alif-atol · Haa Dhaalu-atol · Shaviyani-atol · Noonu-atol · Raa-atol · Baa-atol · Lhaviyani-atol · Kaafu-atol · Alif Alif-atol · Alif Dhaal-atol · Vaavu-atol · Meemu-atol · Faafu-atol · Dhaalu-atol · Thaa-atol · Laamu-atol · Gaafu Alif-atol · Gaafu Dhaalu-atol · Gnaviyani-atol · Seenu-atol · Malé